# NGC 5916
NGC 5916 (również PGC 54825) – galaktyka spiralna z poprzeczką (SBa/P), znajdująca się w gwiazdozbiorze Wagi. Odkrył ją John Herschel 5 czerwca 1836 roku.

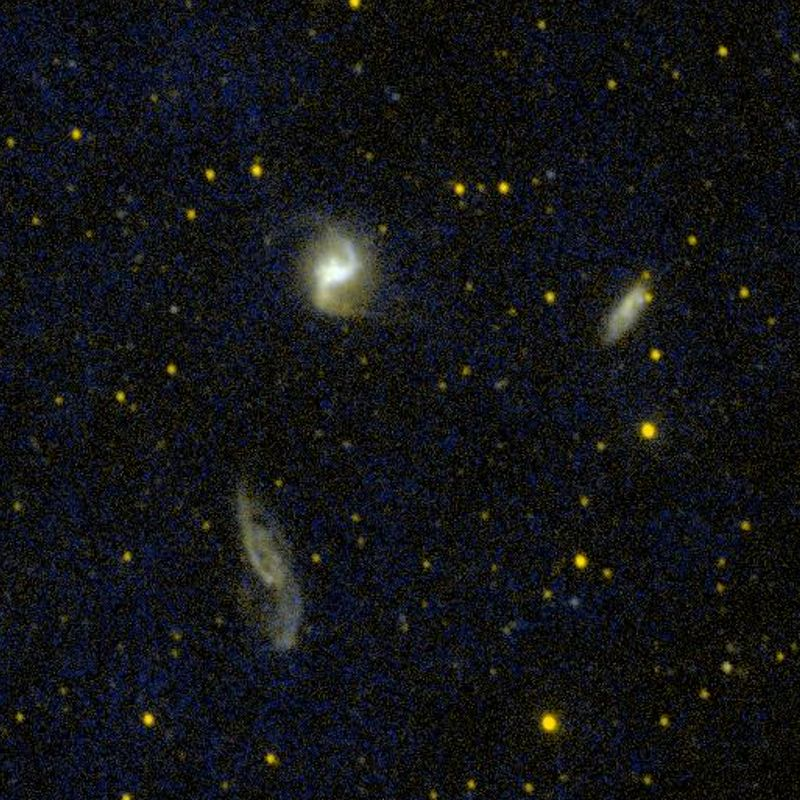
NGC 5915 (góra) oraz NGC 5916 (dół) i NGC 5916A (z prawej). Zdjęcie w ultrafiolecie zrobione za pomocą teleskopu kosmicznego GALEX.